# Superveniência
Superveniência, em filosofia, é um conceito que especifica relação de dependência normalmente entre conjuntos de propriedades.
Os filósofos da última metade do século XX, sobretudo os da filosofia da mente com tendência para o fisicalismo, consideraram úteis os conceitos de superveniência/subveniência por possibilitar admitir um âmbito de conceitos sem ter de admitir a existência real de entidades imateriais ou domínios de ser não naturais. Apesar de as propriedades supervenientes e subvenientes serem as mesmas, no entanto, as propriedades supervenientes não podem ser definidas em termos das subvenientes, ou de algum modo reduzidas as essas.
R. M. Hare, filósofo moral inglês (1919-2002), usou este termo para descrever a relação que ocorre entre as propriedades éticas e as outras propriedades (psicológicas e físicas) das coisas. As propriedades de um tipo F são supervenientes em relação às de outro tipo G, quando as coisas são F em virtude de serem G. Uma propriedade superveniente está relacionada com as propriedades que lhe estão subjacentes. É plausível que as propriedades biológicas sejam supervenientes às propriedades químicas, e estas às físicas. Assim, podemos compreender a relação que ocorre entre diferentes níveis de descrição sem que se tenha de reduzir uma área à outra.